# Руденко Ольга Сергіївна
Ольга Сергіївна Руденко (нар. 29 травня 1979, Київ) — український політик, народний депутат України 9-го скликання.

## Життєпис
Навчалася в Університеті міста Бат у Великій Британії (University of Bath) за спеціальністю «Бізнес Адміністрація».
Руденко є менеджером з маркетингових комунікацій, спеціалістом зі зв'язків з громадськістю в ТОВ «Квартал 95».
Вона працювала на керівних посадах в сфері маркетингу та медіа комунікацій.
Кандидат у народні депутати від партії «Слуга народу» на парламентських виборах 2019 року, № 134 у списку. На час виборів: менеджер з маркетингу ТОВ «Квартал 95», безпартійна. Проживає в Києві.
Член Комітету Верховної Ради з питань зовнішньої політики та міжпарламентського співробітництва.
Співголова групи з міжпарламентських зв'язків з Чорногорією, секретар групи з міжпарламентських зв'язків з Швейцарською Конфедерацією.
В 2020 році долучилася до складу Міжфракційного об'єднання «Гуманна країна», створеного за ініціативи UAnimals для популяризації гуманістичних цінностей та захисту тварин від жорстокості.